# Municipio de Bala
El municipio de Bala (en inglés: Bala Township) es un municipio ubicado en el condado de Riley en el estado estadounidense de Kansas. En el año 2010 tenía una población de 735 habitantes y una densidad poblacional de 6,76 personas por km².

## Geografía
El municipio de Bala se encuentra ubicado en las coordenadas 39°21′15″N 96°53′53″O / 39.35417, -96.89806. Según la Oficina del Censo de los Estados Unidos, el municipio tiene una superficie total de 108.67 km², de la cual 108,57 km² corresponden a tierra firme y (0,09 %) 0,1 km² es agua.

## Demografía
Según el censo de 2010, había 735 personas residiendo en el municipio de Bala. La densidad de población era de 6,76 hab./km². De los 735 habitantes, el municipio de Bala estaba compuesto por el 96,87 % blancos, el 0,95 % eran afroamericanos, el 0,14 % eran amerindios, el 0,14 % eran isleños del Pacífico, el 0,54 % eran de otras razas y el 1,36 % eran de una mezcla de razas. Del total de la población el 4,08 % eran hispanos o latinos de cualquier raza.